# Viljandi
Viljandi (deutsch: Fellin) ist eine Hansestadt in Estland und die Hauptstadt des Kreises Viljandi im Süden des Landes. Mit knapp 17.300 Einwohnern ist sie die sechstgrößte Stadt Estlands.
Die Entfernungen zu anderen Städten Estlands betragen: Tallinn 161 km (NW), Tartu 81 km (O), Pärnu 97 km (W).

## Geschichte

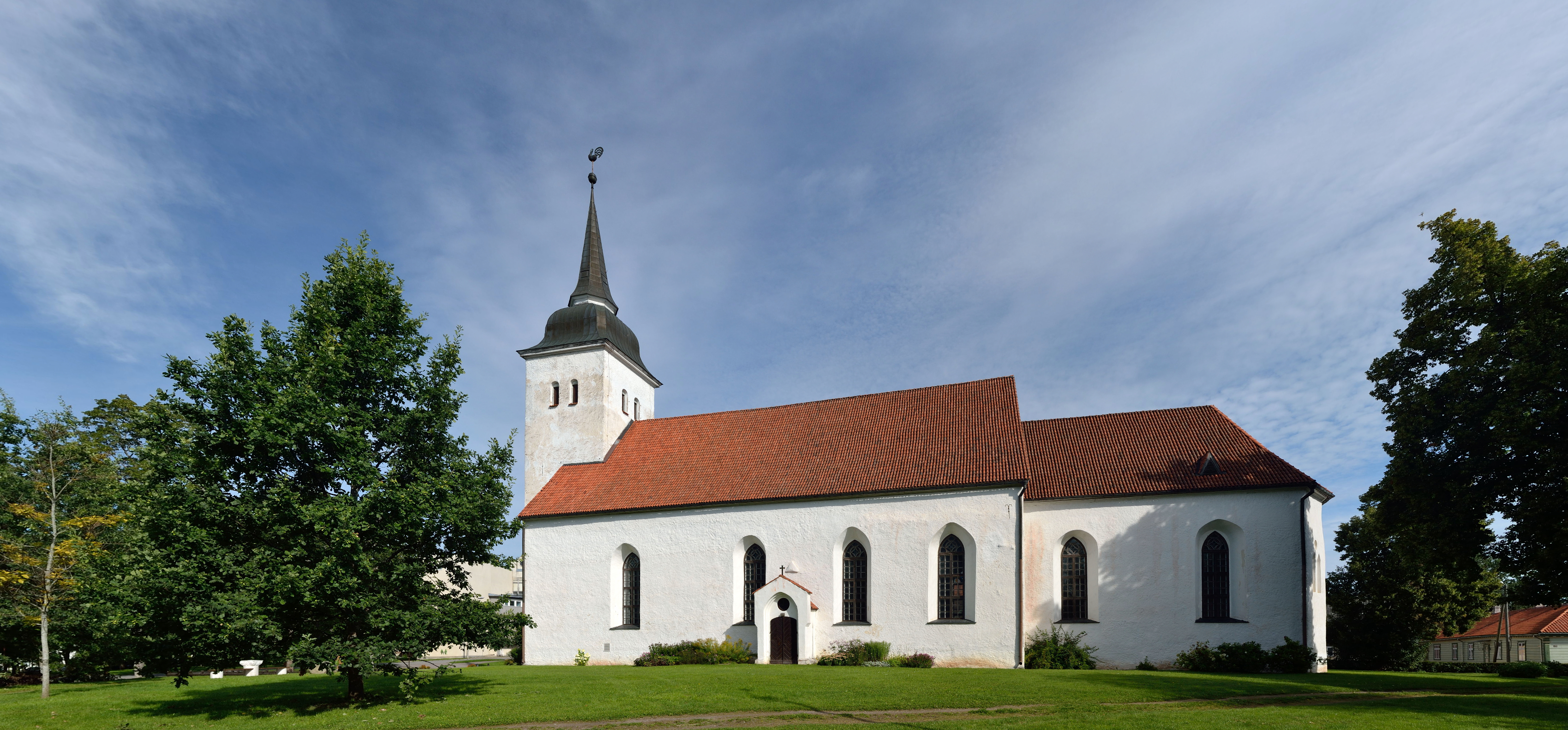
Johanneskirche Viljandi

Die ältesten Siedlungsfunde am Viljandi-See gehen bis ins fünfte Jahrtausend vor Christus zurück. Spätestens in der Wikingerzeit war von den Esten eine Burg errichtet worden. Die erste schriftliche Erwähnung erfolgte 1154 durch den Geographen Al-Idrisi.
Im 12. Jahrhundert setzte die erste dauerhafte Besiedlung rund um die Festung Viljandi ein, welche auch wirtschaftliches Zentrum des späteren Sakala-Distriktes wurde.
Nach dem Freiheitskampf im frühen 13. Jahrhundert wurde Viljandi durch den deutschen Schwertbrüderorden erobert. 1224 begann an Stelle der hölzernen Befestigung der Bau einer mächtigen Ordensburg, die als zeitweise größte des Baltikums galt. Sie wurde in den folgenden 200 Jahren immer weiter ausgebaut und modernisiert.
Im Jahre 1283 bekam Fellin die Stadtrechte vom Ordensmeister Wilhelm von Endorpe (Wilhelm oder Willikin von Endorpe gefallen am 26. März 1287 bei Riga im Kampf gegen die Semgallen) verliehen. Anfang des 14. Jahrhunderts wurde Fellin Mitglied der Hanse und somit ein wichtiger Punkt auf der Handelsroute von und nach Russland. 1346 wird die Stadt als Hansestadt in Dokumenten der Hanse erwähnt.
Während des Livländischen Krieges wurden Stadt und Ordensburg bei der Belagerung durch die Russen teilweise zerstört. Im Polnisch-Russischen Krieg, Anfang des 17. Jahrhunderts, folgte dann die weitestgehende Zerstörung der Anlage. Von der damaligen Pracht zeugen heute nur noch die am See gelegenen Schlossberge mit teilweise unversehrt gebliebenen Mauern.
Unter der schwedischen Herrschaft im 17. Jahrhundert wurde Fellin das Stadtrecht entzogen. Dieser Zustand hielt bis 1783 an, als durch eine Reform Katharina der Zweiten Fellin zur Hauptstadt des Kreises Fellin im Gouvernement Livland wurde. Mit dem wachsenden ökonomischen und politischen Einfluss stieg auch die Bevölkerung Viljandis wieder an.
Bis heute ist Viljandi als Kreishauptstadt und mit diversen kulturellen Veranstaltungen ein bedeutendes Zentrum im Süden Estlands.

## Politik

### Stadtverwaltung
Die Stadtverordnetenversammlung Viljandis besteht nach den Wahlen vom 15. Oktober 2017 aus 27 Mitgliedern. Sie verteilen sich wie folgt auf die einzelnen Parteien und Gruppierungen (Spalte +/−: Differenz zur vorigen Wahl im Oktober 2013):
| Partei                            | Mandate | +/− |
| --------------------------------- | ------- | --- |
| Sozialdemokratische Partei        | 9       | + 1 |
| Estnische Reformpartei            | 8       | ± 0 |

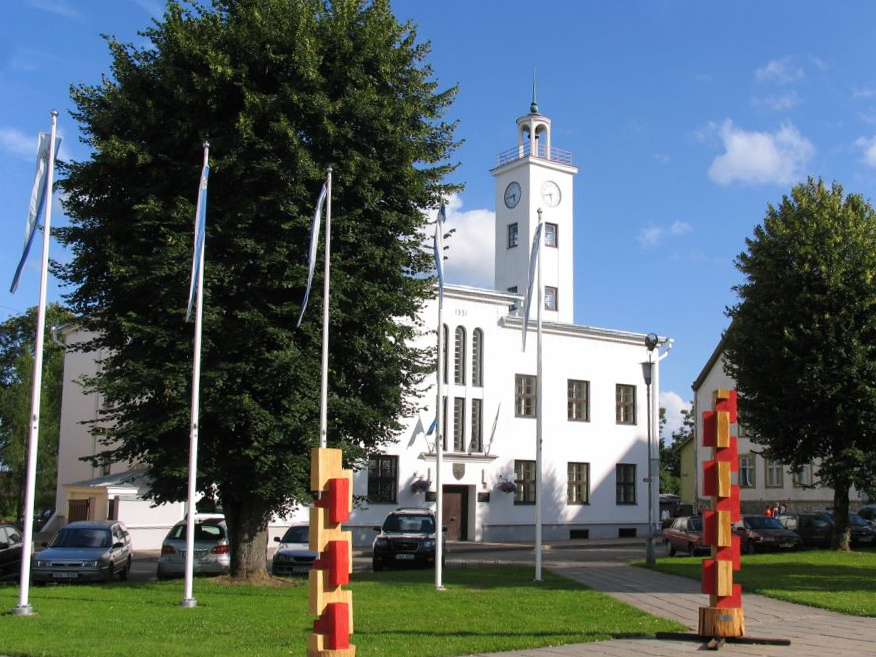
Rathaus von Viljandi

| Pro-Patria- und Res-Publica-Union | 6       | − 2 |
| Zentrumspartei                    | 2       | − 1 |
| Konservative Partei               | 2       | + 2 |

Pro-Patria- und Res-Publica-Union, die Estnische Reformpartei und die Zentrumspartei bilden in der Periode 2017–2021 eine Koalition.

### Städtepartnerschaften
Viljandi pflegt Städtepartnerschaften mit
- Valmiera in Lettland, seit 1960
- Porvoo in Finnland, seit 1961
- Ahrensburg in Schleswig-Holstein, Deutschland, seit 1989
- Härnösand in Schweden, seit 1990
- Eslöv in Schweden, seit 1991
- Frostburg in Maryland, USA, seit 2000
- Kretinga in Litauen, seit 2008
- Ternopil in der Ukraine
- Cumberland in Maryland, USA, seit 2013

## Wirtschaft
Viljandi ist in der Region ein wichtiger Wirtschaftsstandort.
Zum Beispiel folgende Unternehmen sind in Viljandi ansässig:
- Tactical Solutions (produziert unter anderem in Hilden gefriergetrocknete Spezialnahrung)[4]
- Dragon Drive Baltic (vertreibt SWM (Automarke) in baltischen Staaten)[5]
- Viljandi Aken ja Uks (Fenster und Türen)
- Tere (Molkerei)
- Hansa-Candle (Kerzenhersteller)
- Sveba-Dahlen Baltic (Backöfen, Bäckereiaustattung)

## Kultur, Bildung, Sport
Viljandi ist Veranstaltungsort des international bekannten, jährlichen „Viljandi Folk Music Festivals“.
Das Theater Ugala in Viljandi besteht seit 1920. Des Weiteren gibt es noch ein Puppentheater für Kinder, ein Kino, eine Bowling-Bahn, eine Sportschule mit Ruderclub, eine Musikschule und eine Hobbyschule für Freizeitaktivitäten.
Die Universität Tartu unterhält in Viljandi mit der Viljandi-Kulturakademie der Universität Tartu eine Höhere Bildungseinrichtung, die private Estonian Entrepreneurship University of Applied Sciences eine Niederlassung.
Der Verein Tulevik Viljandi spielt aktuell in der Esiliiga, der zweithöchsten estnischen Fußballliga, war aber auch einige Jahre lang erstklassig. Der Verein trägt seine Heimspiele im Viljandi Linnastaadion aus.

## Verkehr
Es gibt eine Bahnverbindung von Viljandi nach Tallinn. Die Straße Põhimaantee 92 führt durch Viljandi. Vom Busbahnhof (Viljandi Bussijaam) fahren mehrmals täglich ca. 50 Buslinien ab. Innerhalb der Stadt Viljandi und ihrer Vororte gibt es zudem ein Busnetz mit 8 Linien.

## Söhne und Töchter der Stadt
- Franz Burchard Dörbeck (1799–1835), deutschbaltischer Karikaturist und Maler
- Bernhard Heinrich Michelson (1812–1887), russischer Agronom und Hochschullehrer
- Leopold von Pezold (1832–1907), Journalist, Lehrer und Autor
- Johann Mathias von Holst (1839–1905), deutschbaltischer Architekt
- Gangolf von Kieseritzky (1847–1904), deutschbaltischer Archäologe
- Hans Schmidt (1854–1923), deutscher Musiker (Komponist und Klavier) und Dichter
- Elisabeth Schiemann (1881–1972), deutsche Genetikerin und Kulturpflanzenforscherin
- August Osvald Westrèn-Doll (1882–1961), deutsch-baltischer lutherischer Theologe und Pfarrer
- Otto Lellep (1884–1975), Erfinder und Metallurg
- Joakim Puhk (1888–1942), Unternehmer und Sportfunktionär
- Ljubow Alexandrowna Golantschikowa (1888–1959), Testpilotin
- August Alle (1890–1952), Schriftsteller
- Harri Paris (1891–1941), Schauspieler
- Gert Sellheim (1901–1970), deutsch-australischer Architekt und Grafikdesigner
- Evi Liivak (1924–1996), Violinistin
- Uno Naissoo (1928–1980), Komponist und Musikpädagoge
- Henn-Kaarel Hellat (1932–2017), Schriftsteller
- Endel Mallene (1933–2002), Übersetzer und Literaturkritiker
- Steen Olaf Welding (1936–2019), Philosoph
- Jaak Kangilaski (1939–2022), Kunsthistoriker
- Raivo Mändmaa (* 1950), Architekt
- Sirje Tamul (* 1951), Historikerin
- Mart Laar (* 1960), Politiker und Historiker
- Helmen Kütt (* 1961), Politikerin
- Helir-Valdor Seeder (* 1964), Politiker
- Jaan Tätte (* 1964), Dramatiker, Schauspieler und Sänger
- Kaido Kreen (* 1965), Beachvolleyballspieler
- Meelis Atonen (* 1966), Politiker
- Urmas Kirs (* 1966), Fußballspieler
- Annely Peebo (* 1971), Opernsängerin (Mezzosopran)
- Riina Solman (* 1972), Politikerin
- Kristi Viiding (* 1972), Altphilologin und Übersetzerin
- Argo Arbeiter (* 1973), Fußballspieler
- Mati Pari (* 1974), Fußballspieler
- Madis Timpson (* 1974), Politiker
- Epp Petrone (* 1974), Journalistin, Verlegerin und Schriftstellerin
- Rauno Sirk (* 1975), Luftwaffenoffizier
- Aare Pilv (* 1976), Literaturwissenschaftler und Schriftsteller
- Sander Post (* 1984), Fußballspieler
- Ragnar Klavan (* 1985), Fußballspieler
- Triinu Kivilaan (* 1989), ehemalige Bassistin der Band Vanilla Ninja, jetzt Solokünstlerin
- Karol Mets (* 1993), Fußballspieler
- Stefan Airapetjan (* 1997), Sänger armenischer Herkunft

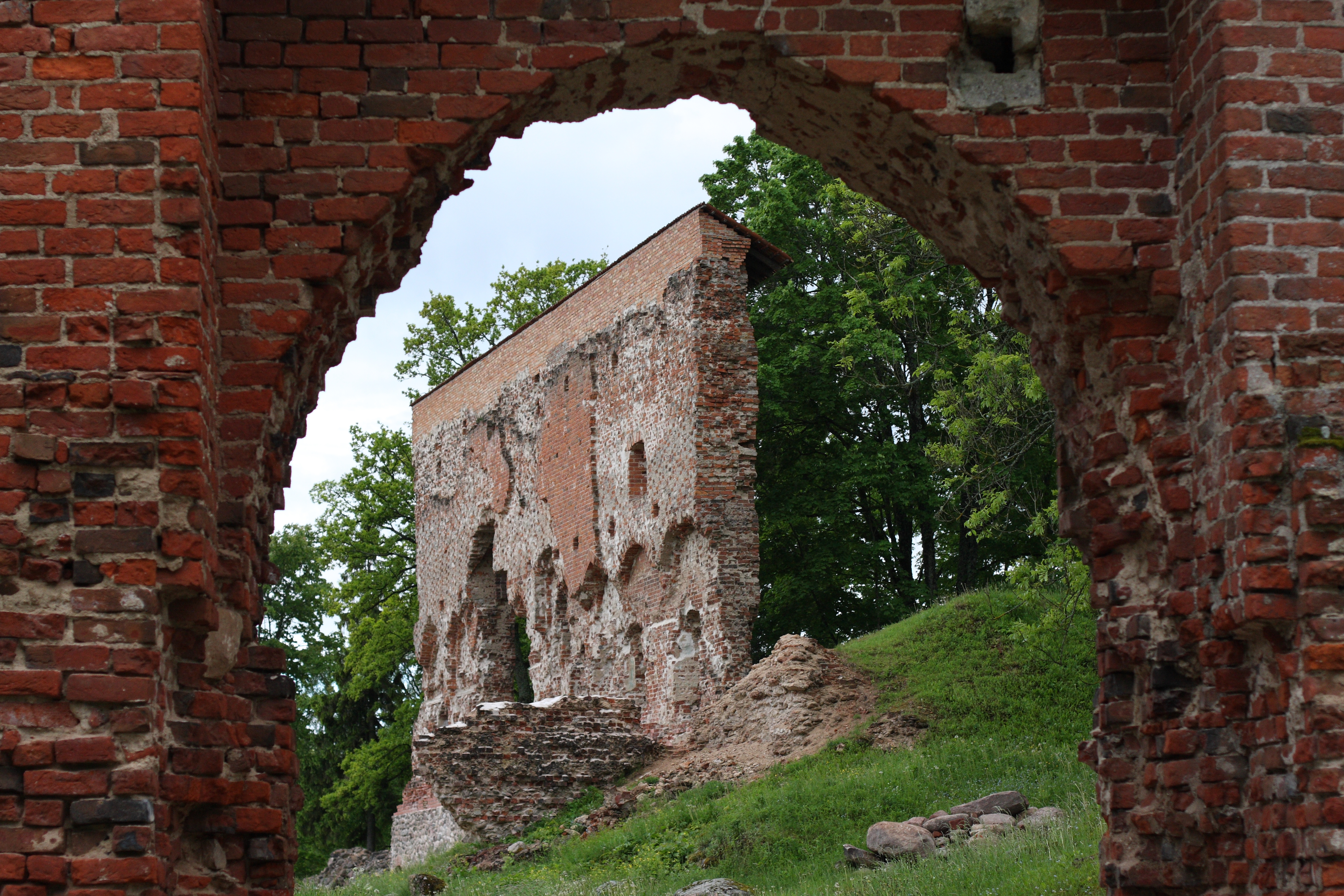
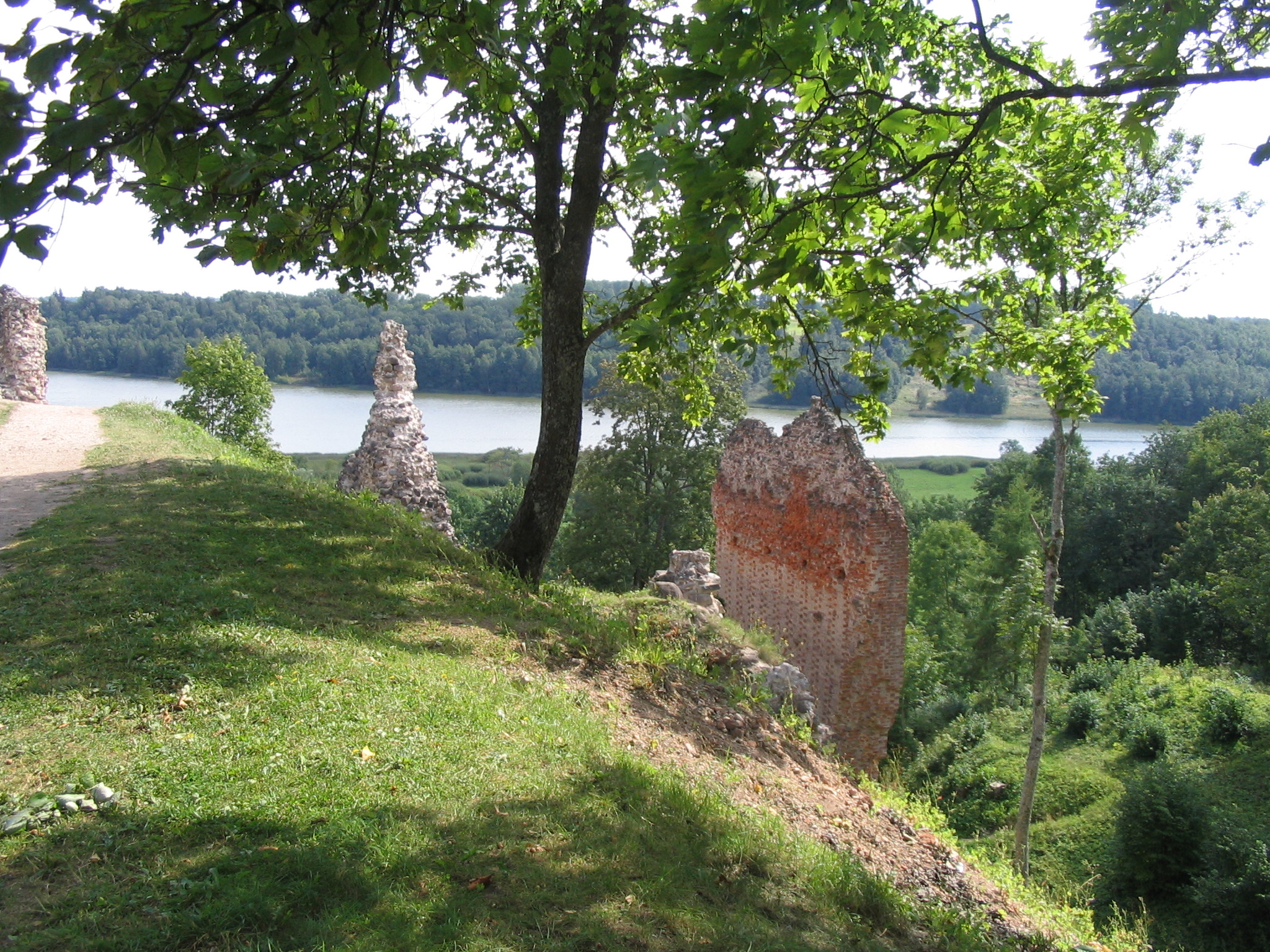
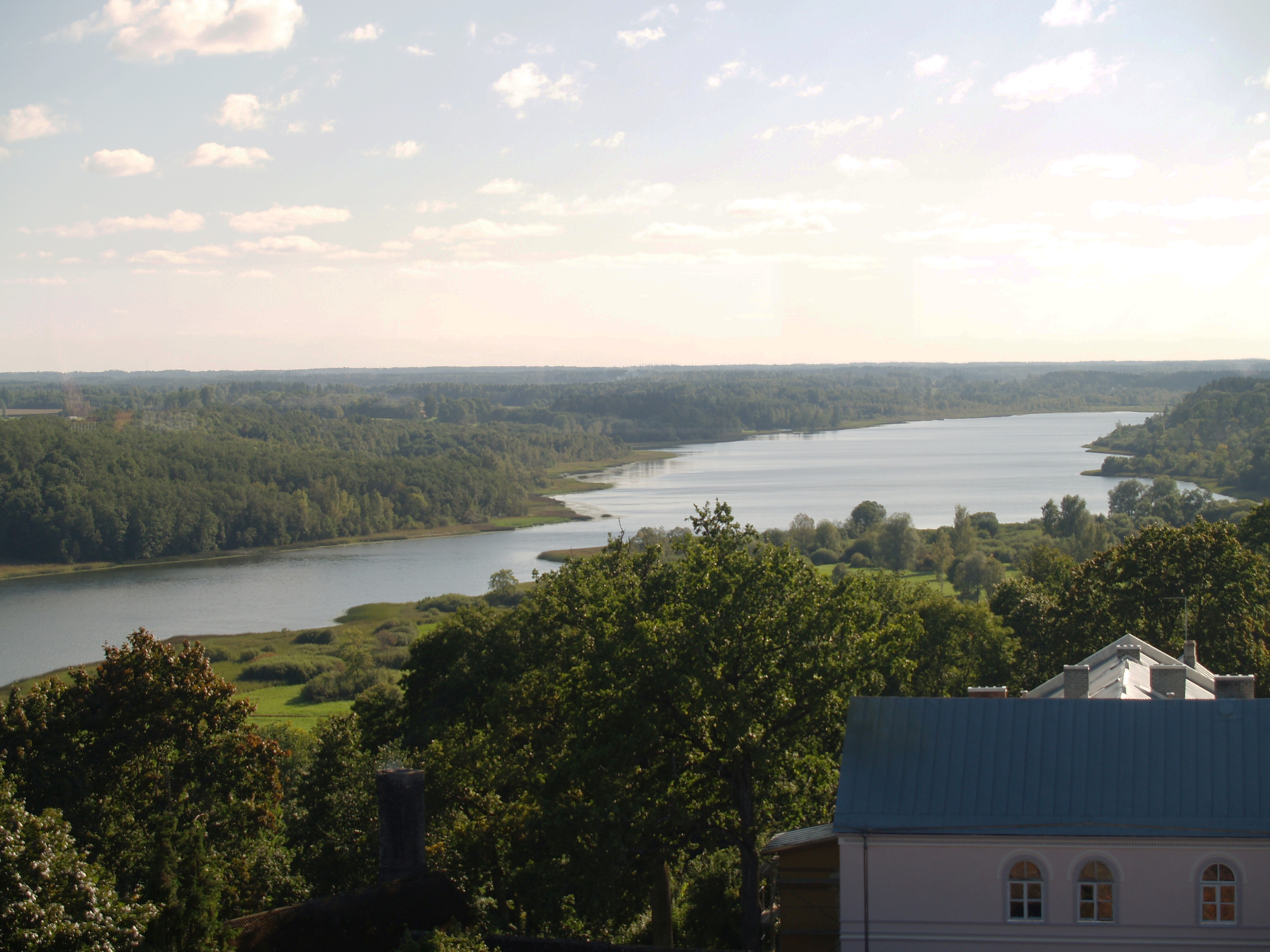
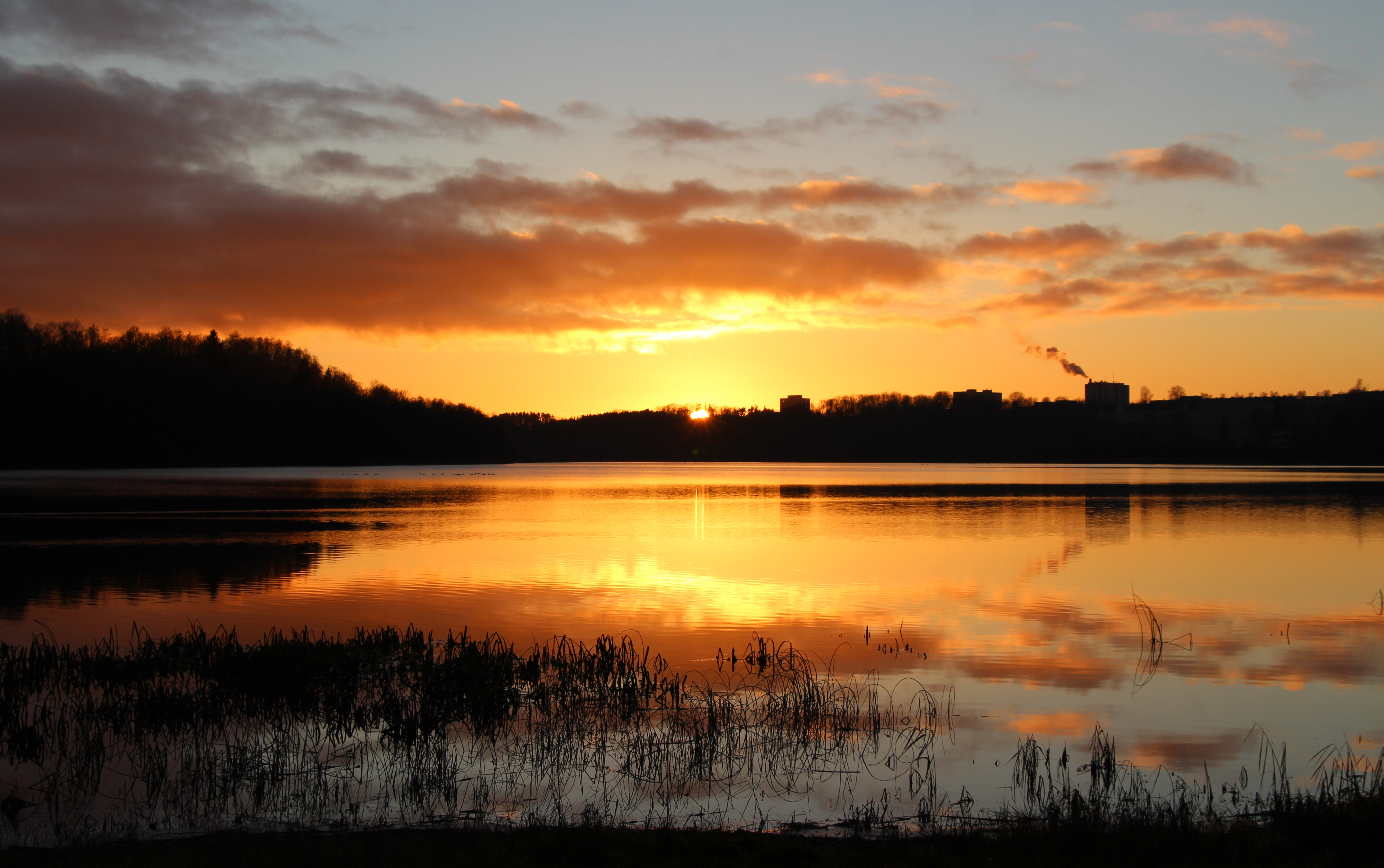
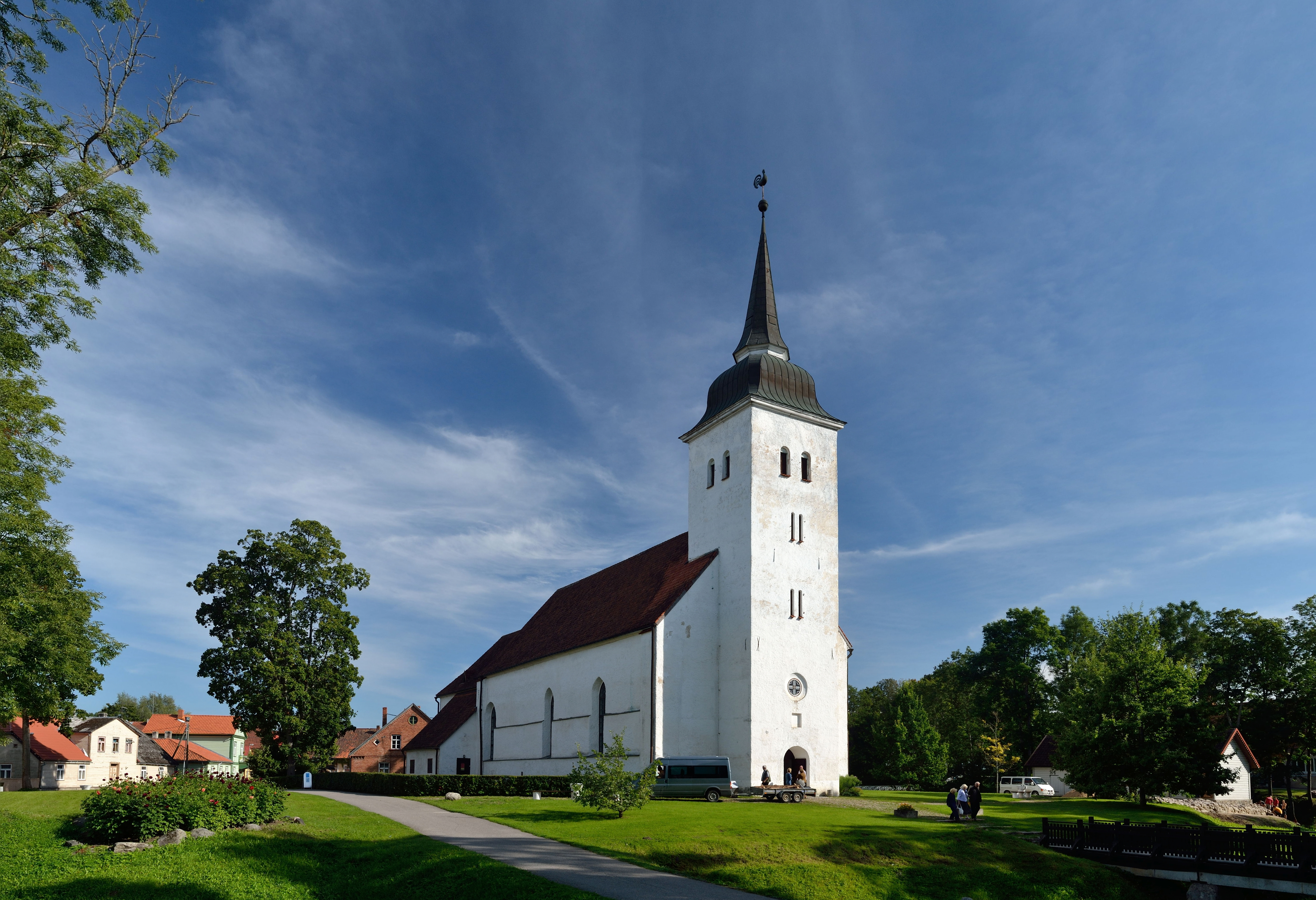
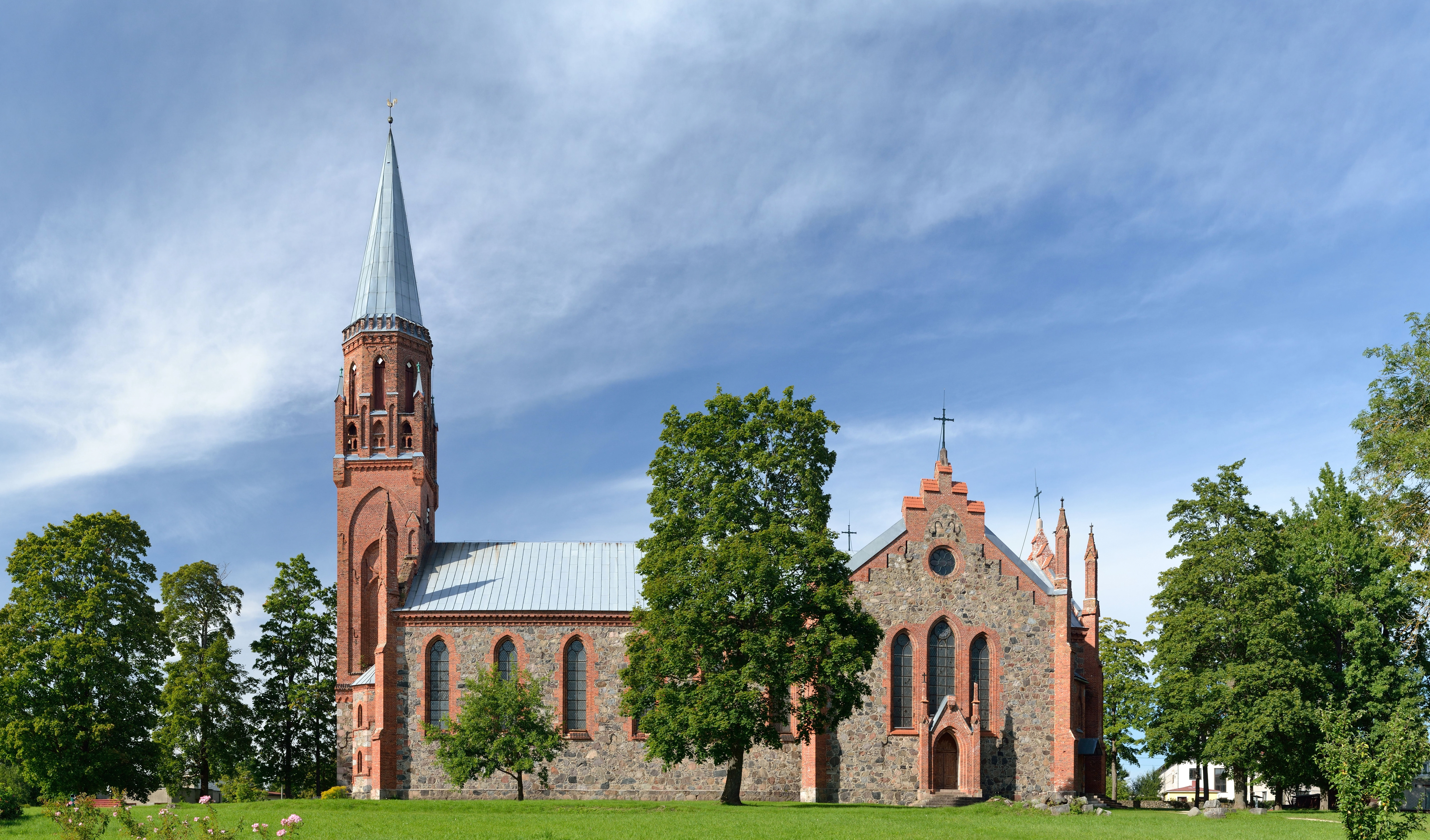
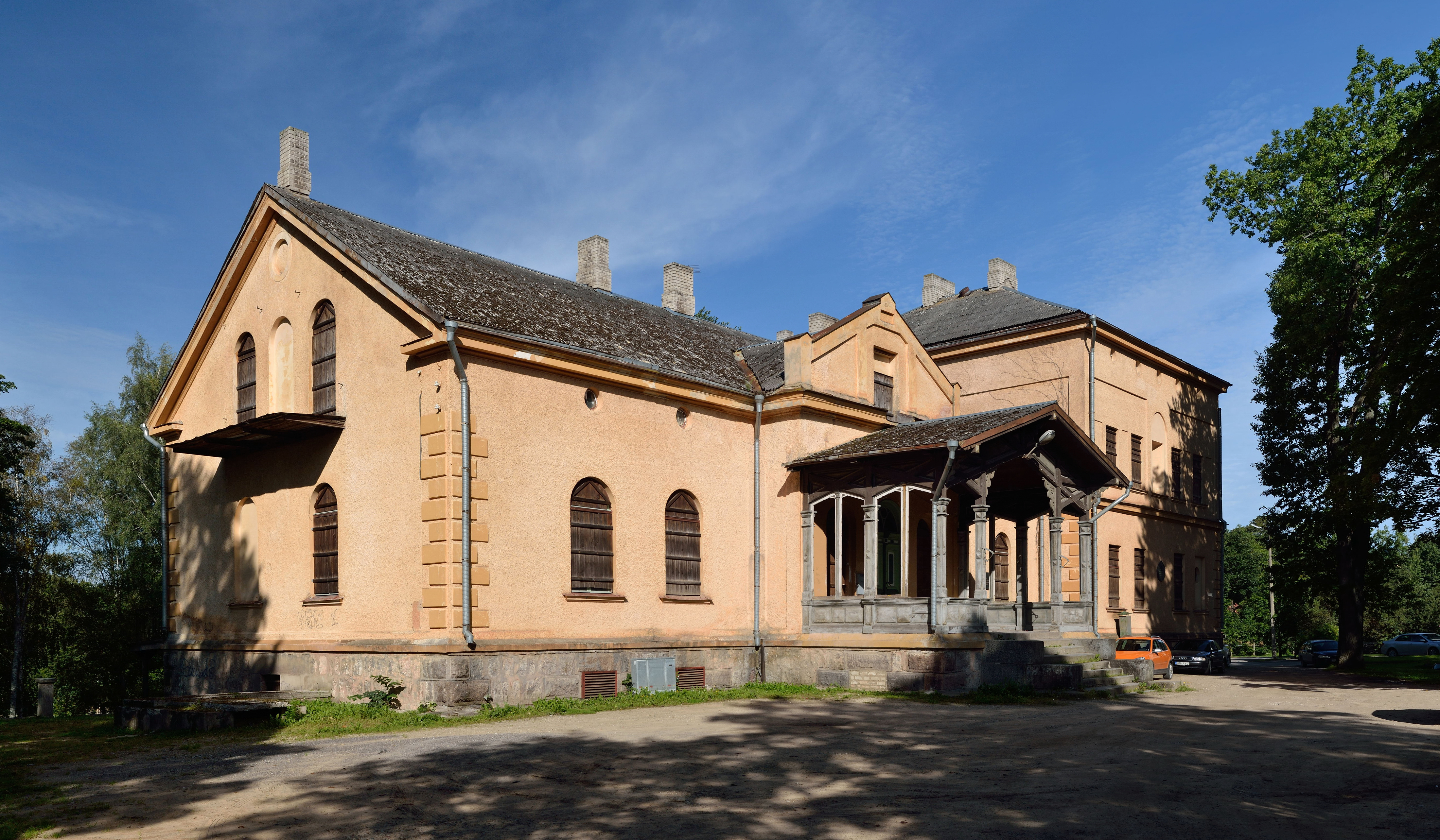
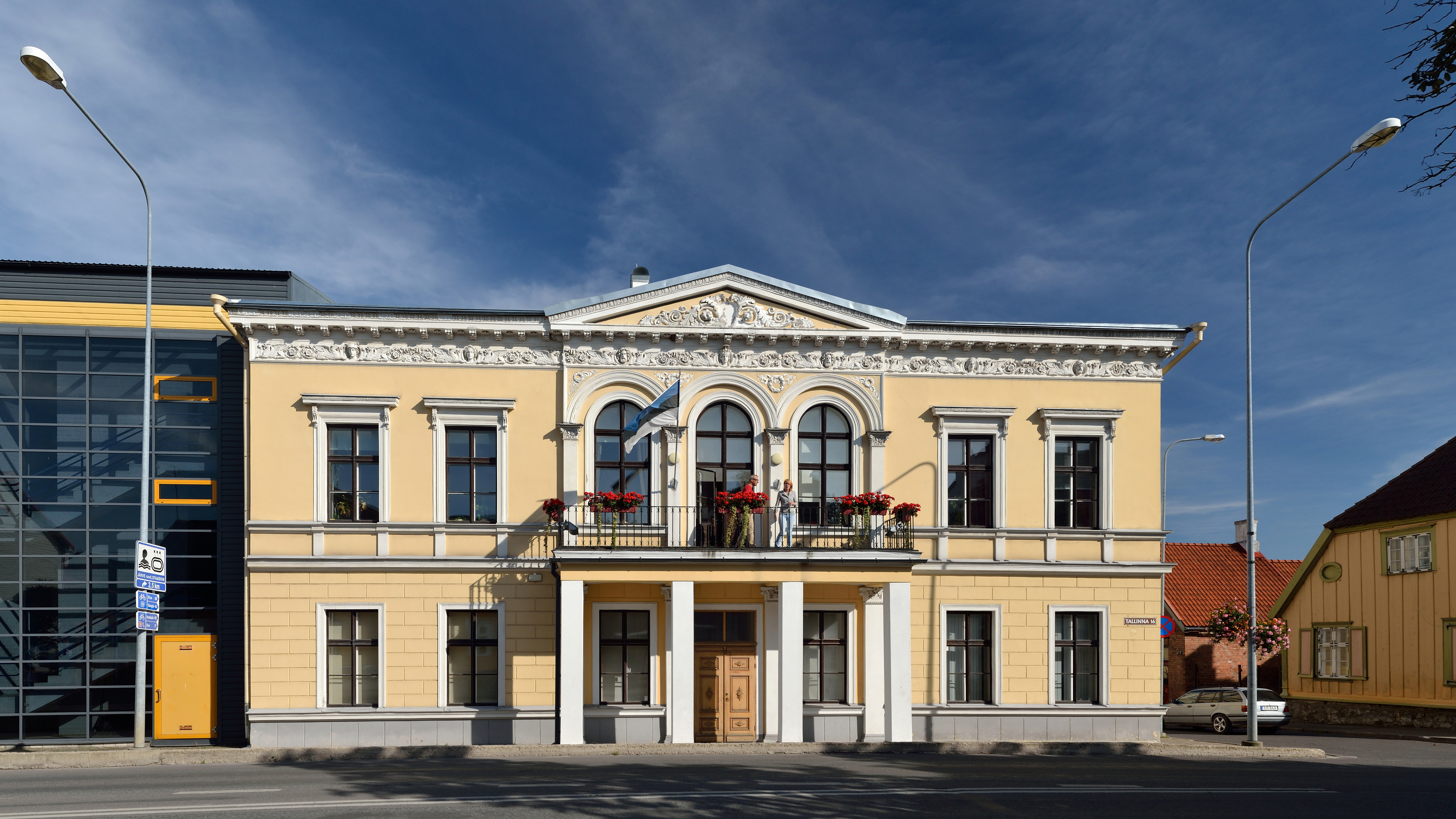
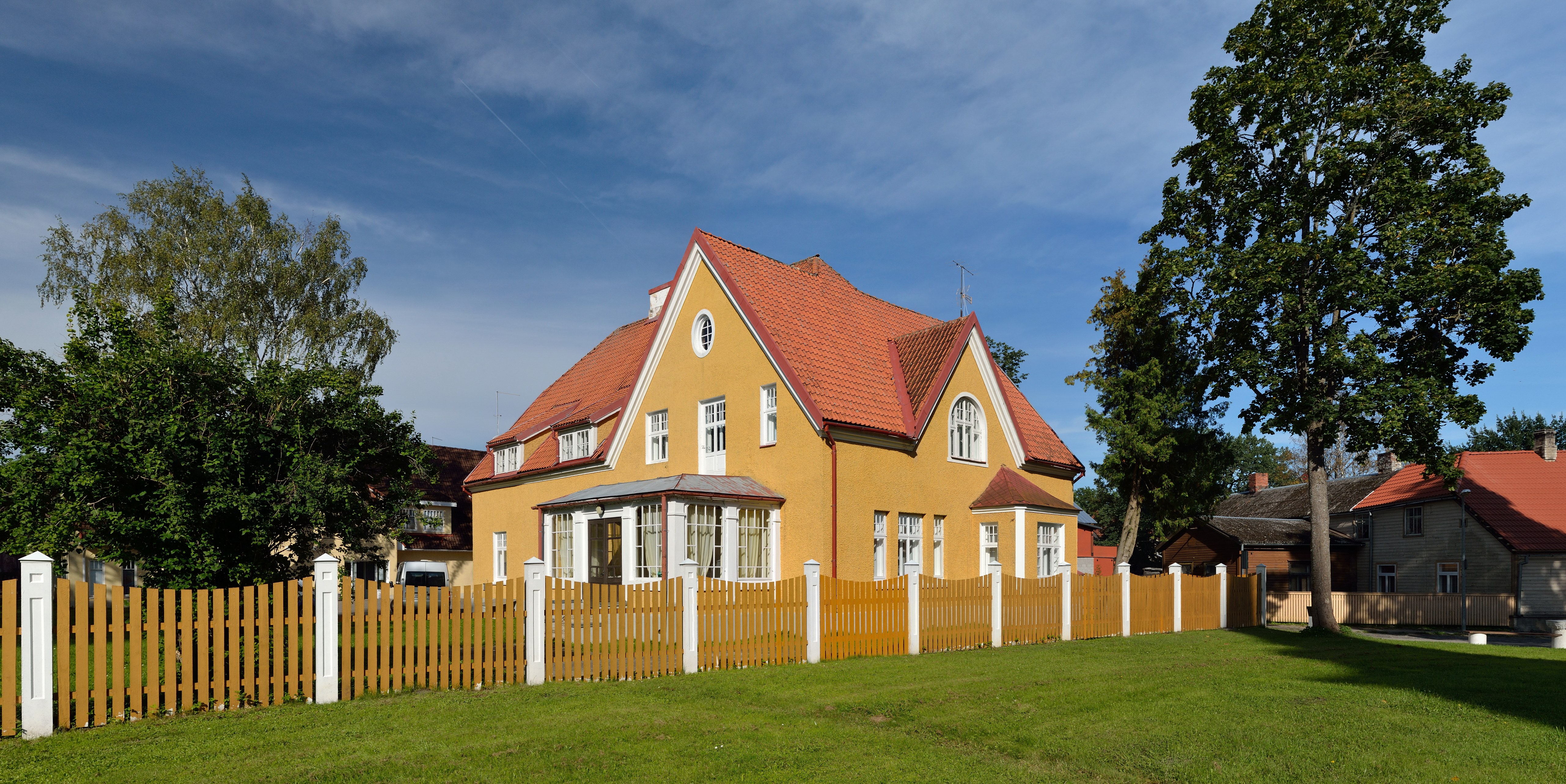
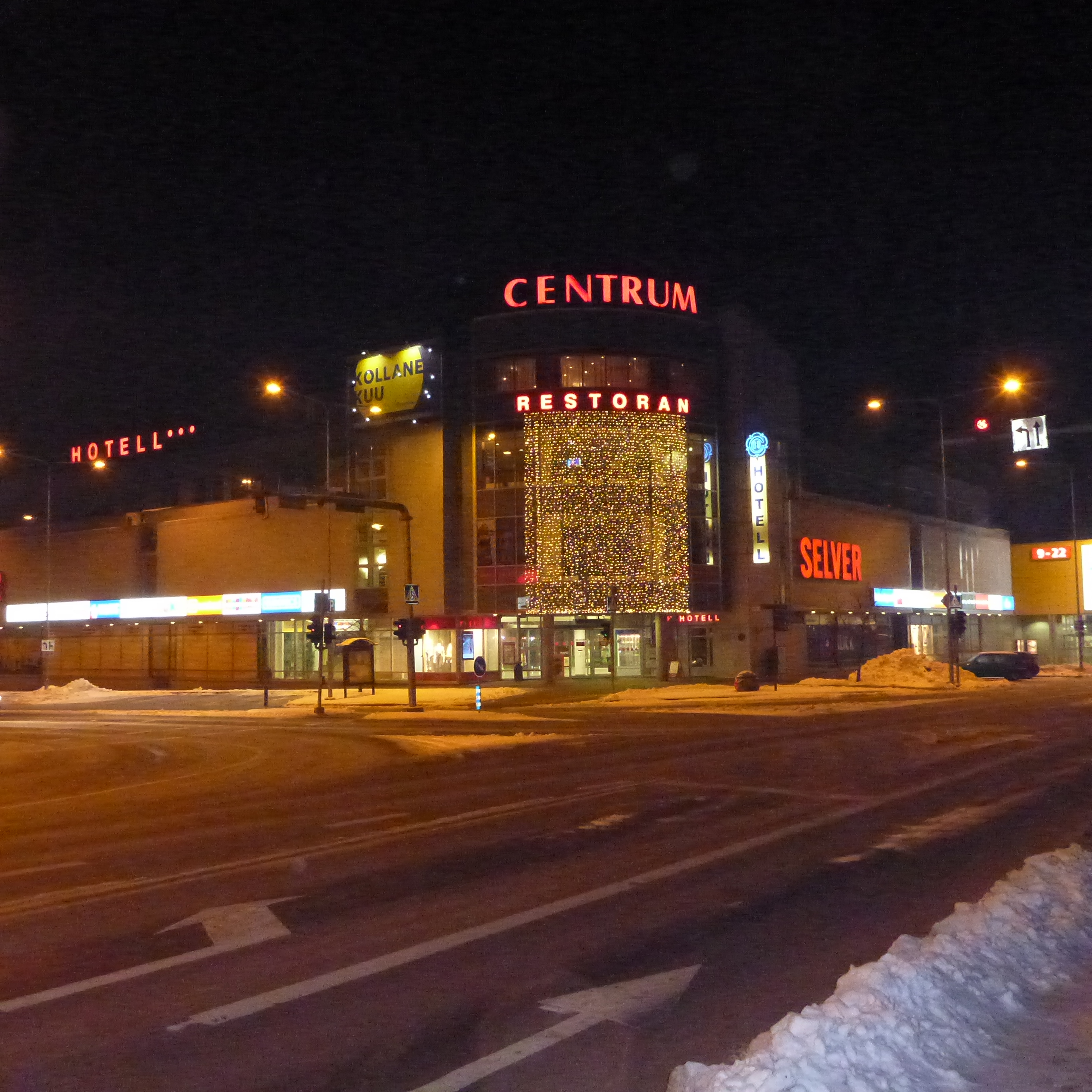
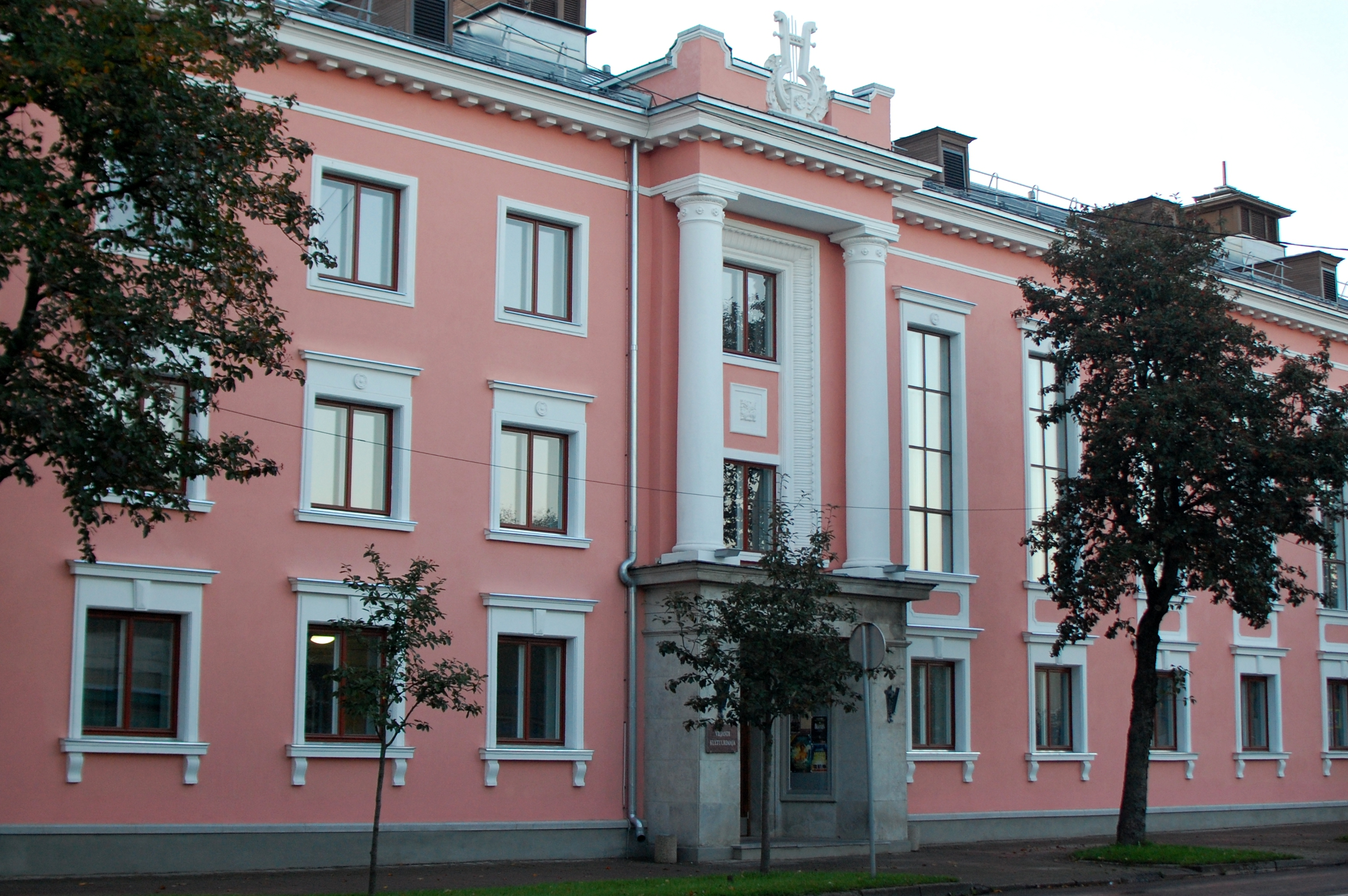
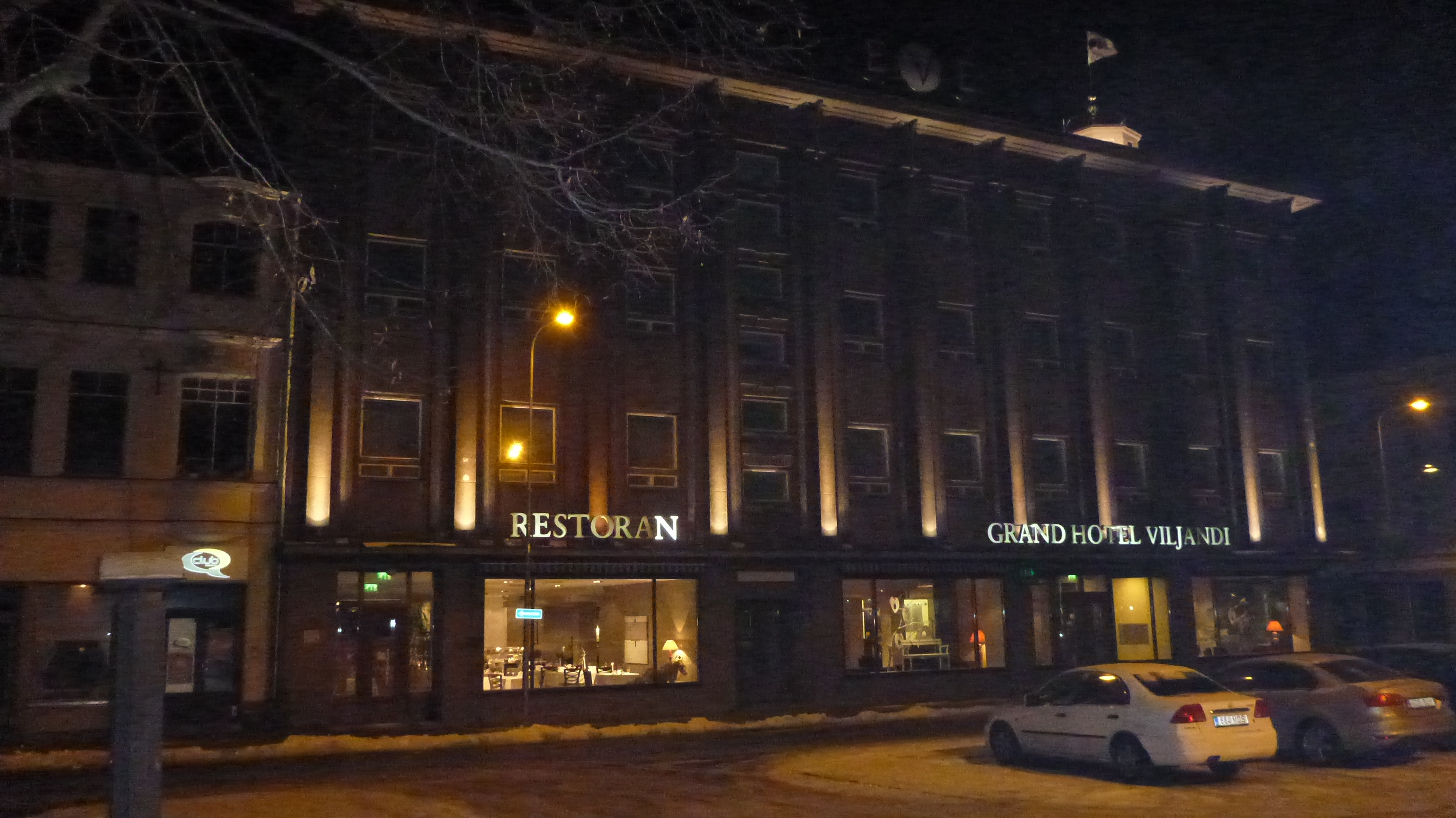
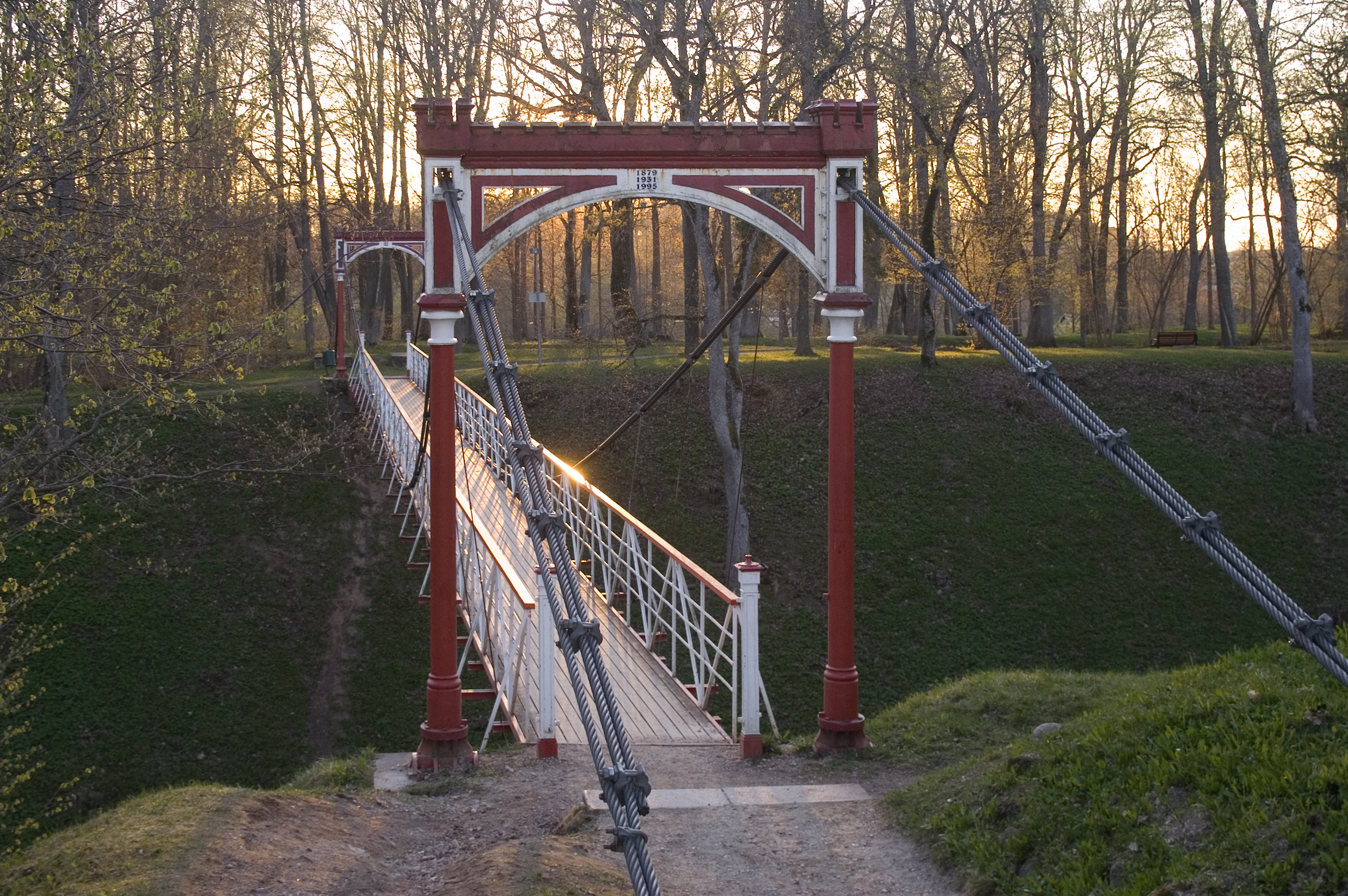
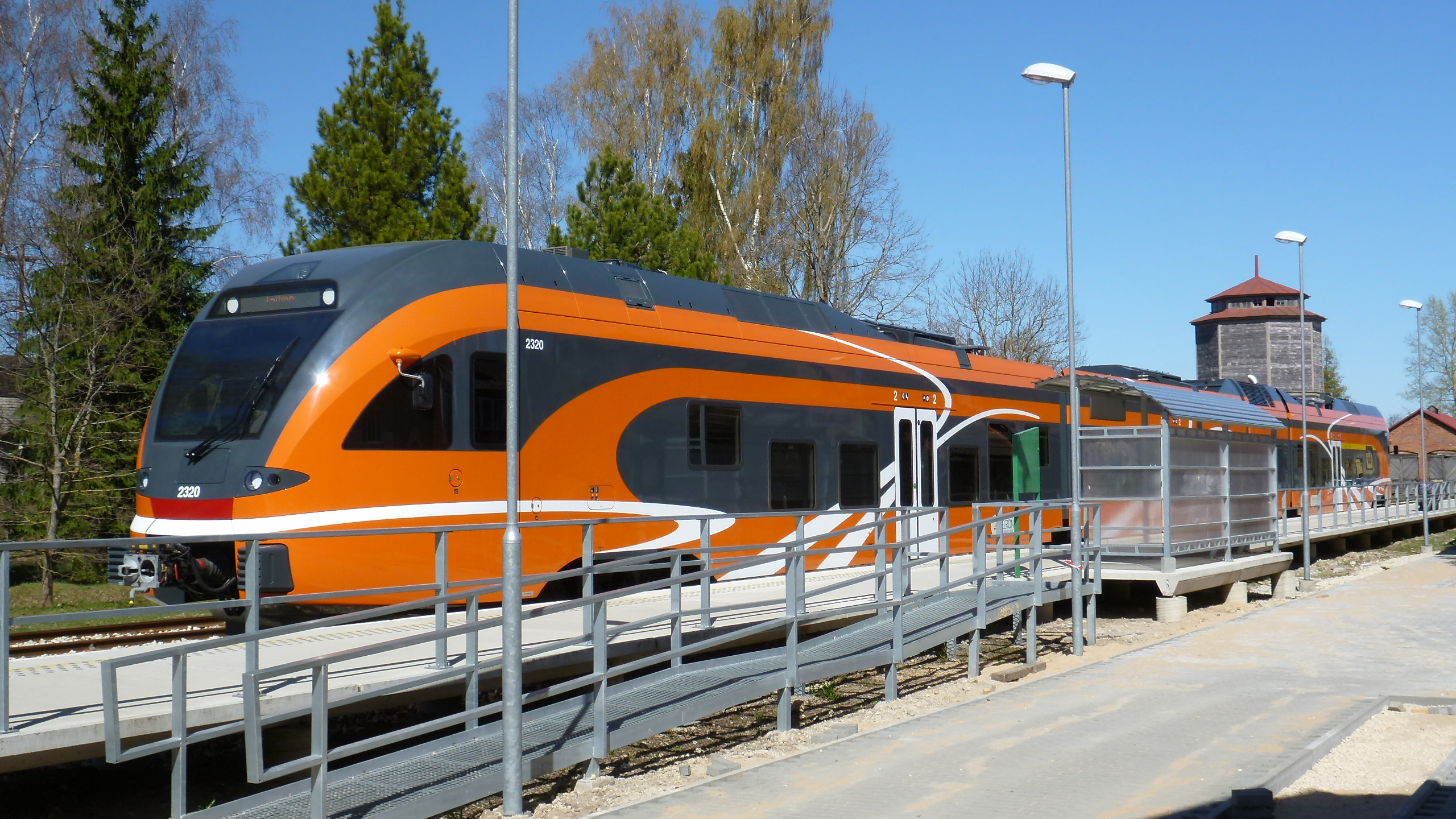
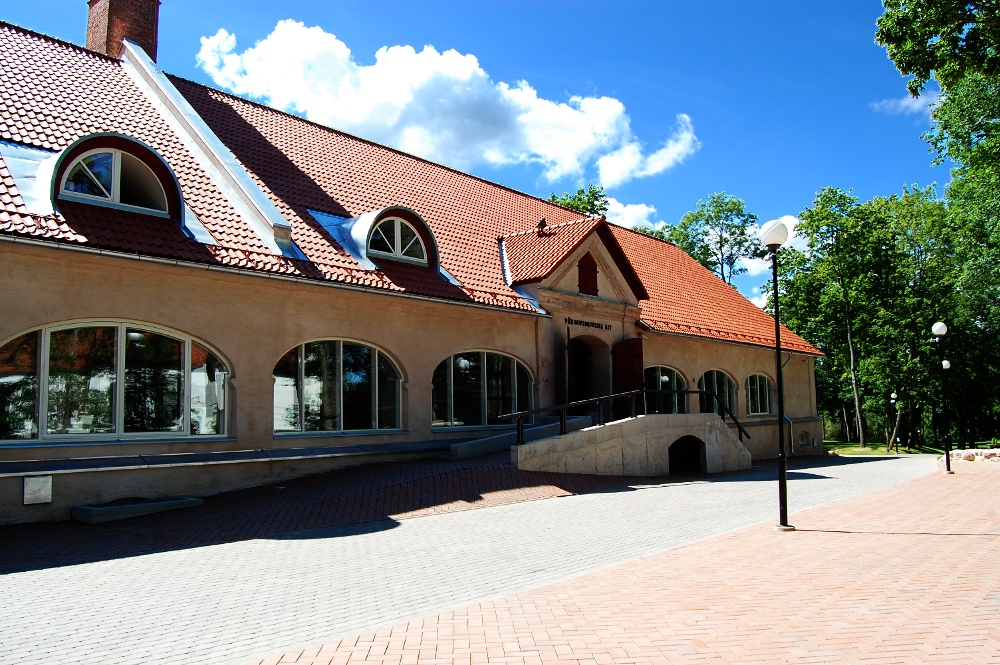
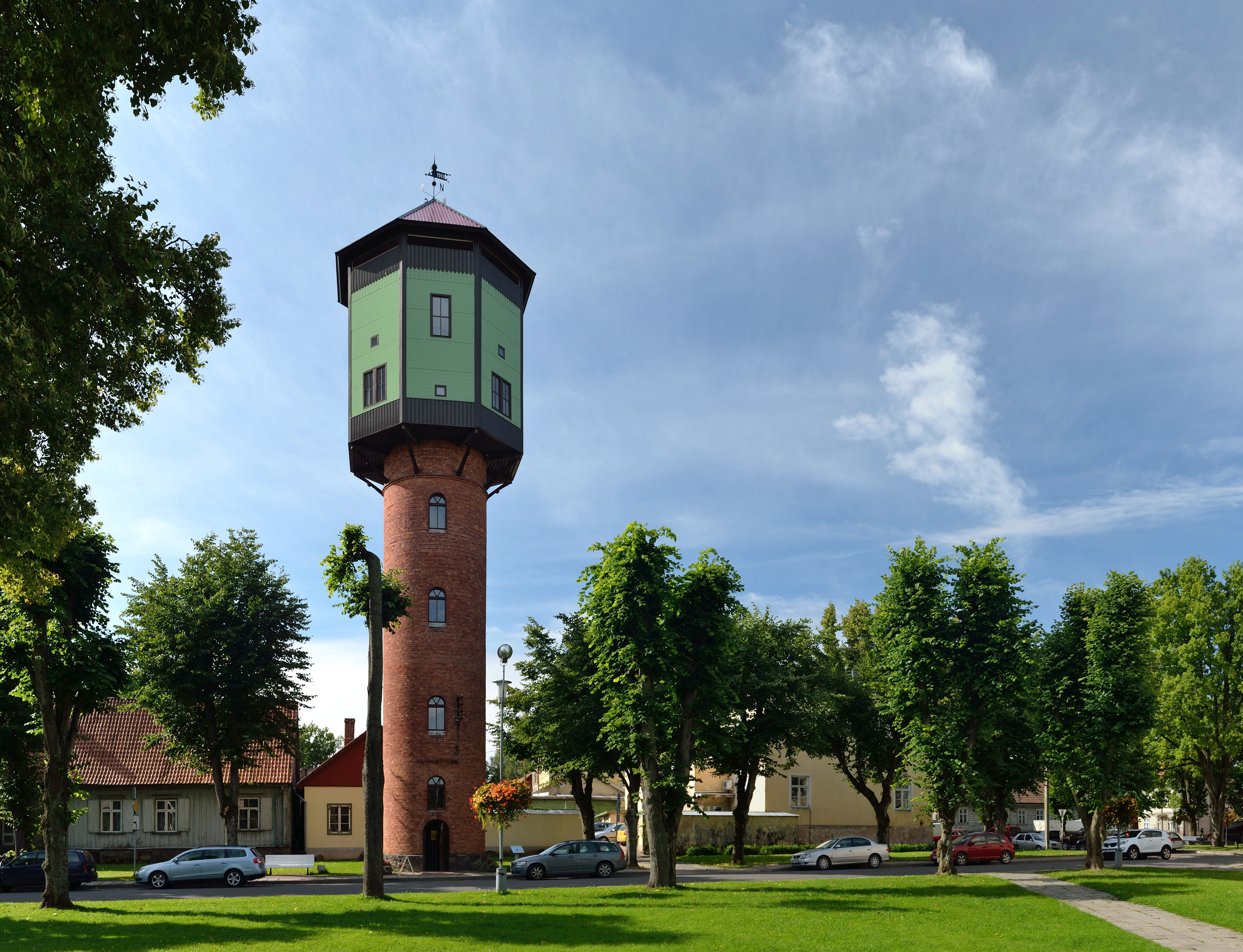
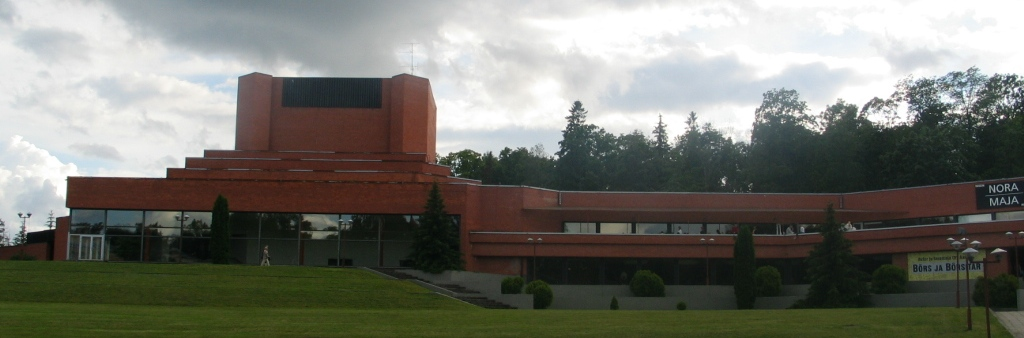